# گورستان تله بان ۲
قبرستان تله بان ۲ مربوط به دوره قاجار است و در شهرستان سرباز، بخش پیشین، دهستان پیشین، ۳ کیلومتری شمال شرق روستای نانوایی تله بان واقع شده و این اثر در تاریخ ۳۰ بهمن ۱۳۸۶ با شمارهٔ ثبت ۲۱۱۷۵ به‌عنوان یکی از آثار ملی ایران به ثبت رسیده است.